# Herb gminy Łuków
Herb gminy Łuków – symbol gminy Łuków, ustanowiony 30 października 1998.

## Wygląd i symbolika
Herb przedstawia na tarczy w polu czerwonym wspartego srebrnego jelenia, zwróconego w prawo oraz otoczonego zielonymi gałązkami dębu i wawrzynu.